# Брахіопластика
Брахіопластика (пластика рук) — це хірургічна процедура, спрямована на підтяжку і корекцію верхньої частини рук, особливо області від плеча до ліктя. Основна мета брахіопластики — усунути зайву шкіру і підшкірну жирову тканину, які можуть накопичуватися з віком або після значної втрати ваги. Це покращує контури рук, робить їх більш підтягнутими і естетично привабливими.

## Показання
1. Зайва шкіра та жирові відкладення на руках — як правило, після різкого зниження ваги або через вікові зміни.
2. В'ялість шкіри — коли шкіра втрачає еластичність і провисає.
3. Неможливість покращити форму рук фізичними вправами — для людей, у яких через будову або стан шкіри вправи не дають бажаного ефекту.

## Протипоказання
1. Захворювання серця та судин — наявність серйозних серцево-судинних хвороб може підвищити ризик ускладнень.
2. Проблеми з коагуляцією (згортанням) крові — підвищений ризик кровотеч.
3. Інфекційні захворювання або загострення хронічних захворювань — для уникнення ускладнень.
4. Цукровий діабет — діабет підвищує ризик інфекцій та ускладнень загоєння.
5. Нестабільна вага — якщо вага ще коливається, рекомендується стабілізувати її перед операцією, оскільки зміни ваги можуть вплинути на результати.

## Як проводиться процедура
Під час брахіопластики робляться розрізи на внутрішній стороні руки або в пахвовій зоні. Далі хірург видаляє зайву шкіру та жир і може підтягнути підшкірну тканину для кращого контуру. Після процедури пацієнт має дотримуватися рекомендацій лікаря для мінімізації рубців і уникнення ускладнень.